# Scordolea

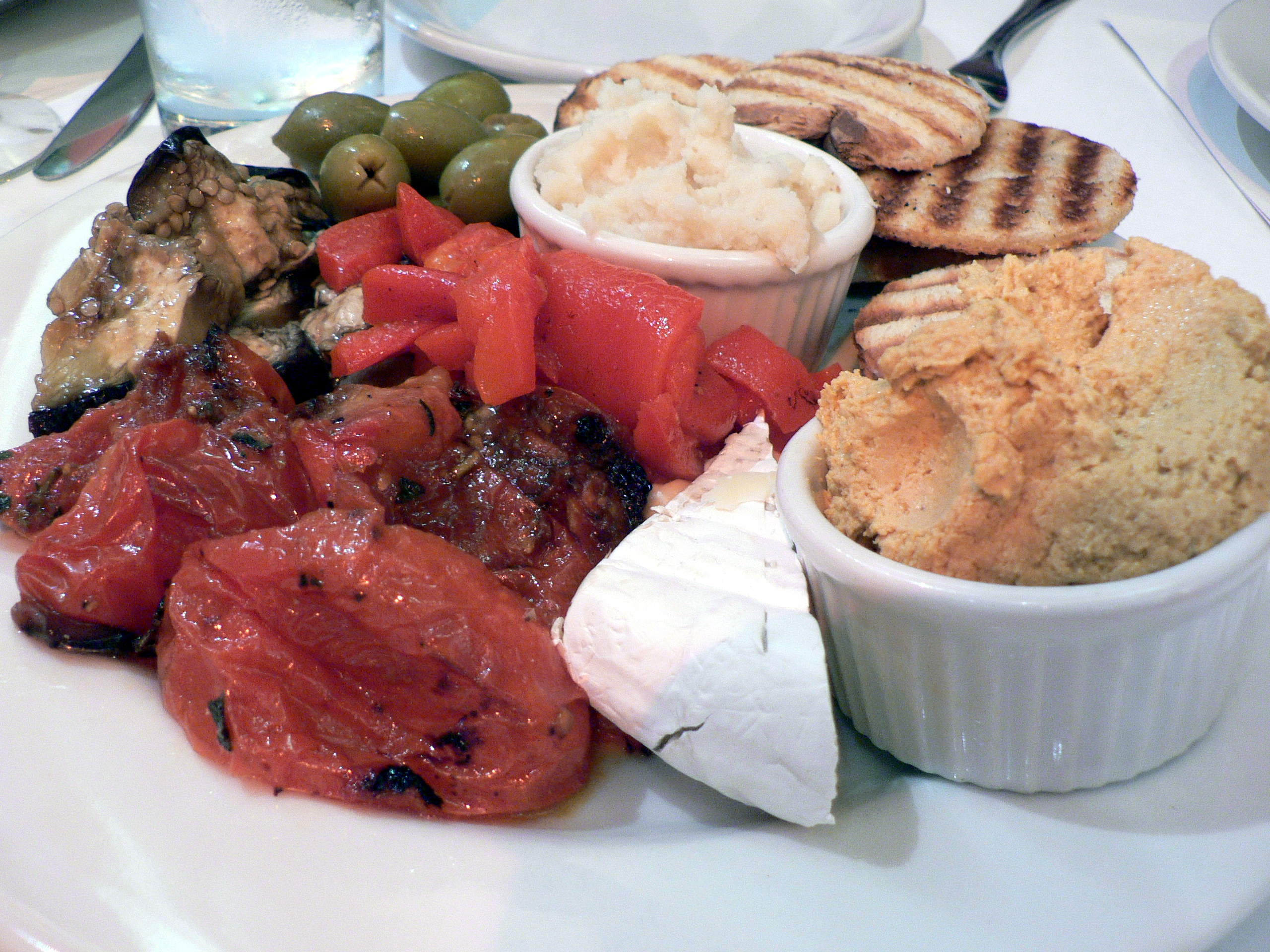
Scordolea (în centru)

Scordolea este un sos de nuci cu usturoi folosit în bucătăria românească și elenă (Skordalya).